# Fényes-patak
Fényes-patak är ett vattendrag i Ungern.   Det ligger i provinsen Komárom-Esztergom, i den nordvästra delen av landet, 60 km väster om huvudstaden Budapest.